# Зодерсторф
Зо́дерсторф (нем. Soderstorf) — община в Германии, в земле Нижняя Саксония.
Входит в состав района Люнебург. Подчиняется управлению Амелингхаузен. Население составляет 1506 человек (на 31 декабря 2010 года). Занимает площадь 35,86 км².
Коммуна подразделяется на 5 сельских округов.